# Elena Percivaldi
Elena Percivaldi (Milano, 3 maggio 1973) è una saggista, storica e scrittrice italiana, giornalista, critica d'arte e musicale.

## Biografia
Laureata in Lettere Moderne all'Università degli Studi di Milano con una tesi sulla storia medievale, all'attività di saggista e pubblicista affianca quella di docente (ha collaborato con l'Università degli Studi di Ferrara, Laboratorio di Antichità e Comunicazione diretto dal prof. Livio Zerbini, e attualmente è docente di Storia e Arte medievale presso l'UNITRE di Arcore) e relatrice in conferenze e convegni in Italia e all'estero. Come giornalista professionista ha collaborato con il quotidiano La Provincia e Il Cittadino di Monza e Brianza. Dal 2007 al 2009 e dal 2011 in poi è caporedattore eventi per la testata Exibart.
È stata editorialista per il mensile Europaitalia ed ha collaborato alle riviste Arte, Storia e dossier, al trimestrale Hortus Musicus, a Classicaonline e a Classic Voice. Collabora con varie riviste di settore come Archivum Bobiense, Civiltà del Rinascimento, Storia del Mondo, Medioevo, Storia in rete, BBC History Italia, Conoscere la Storia, Civiltà Romana, Storie di Guerre e Guerrieri, ed è consulente e curatrice di eventi per enti pubblici e privati.

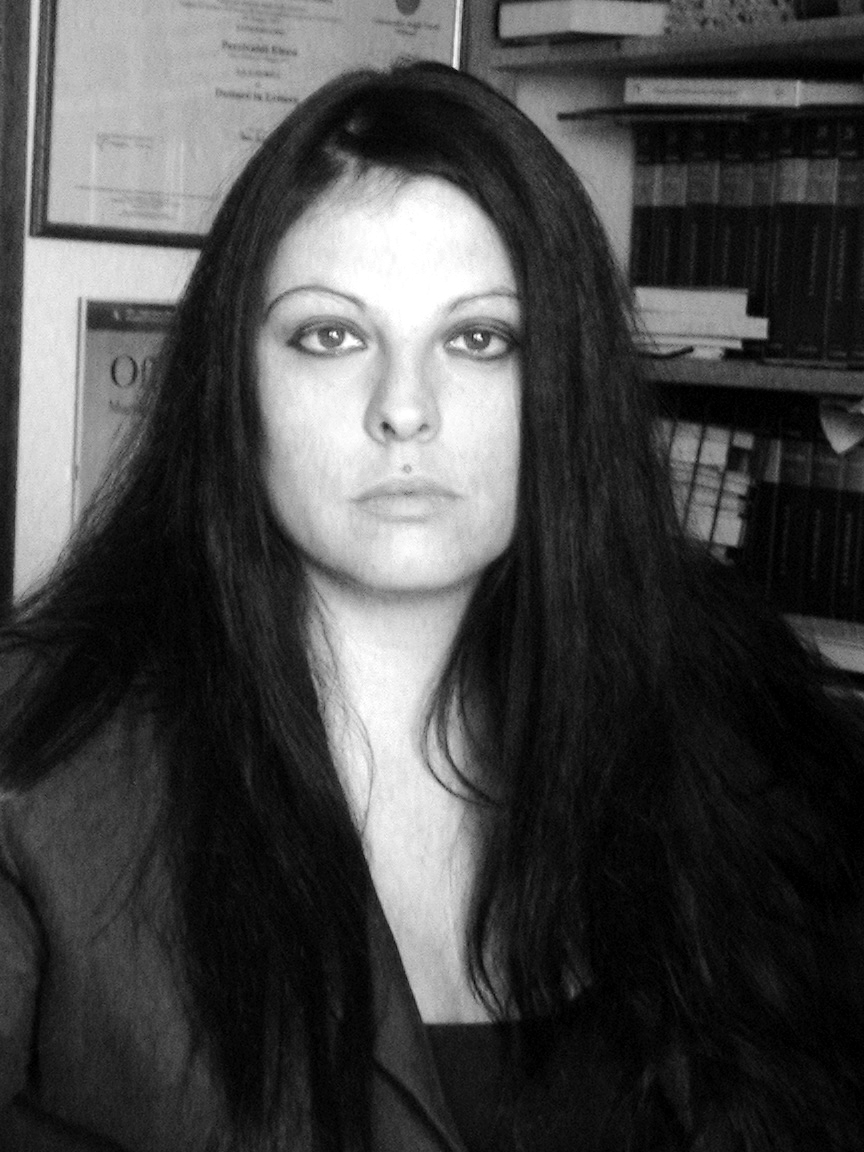
Elena Percivaldi nel 2011

Nel 1999 scrive il suo primo libro in collaborazione con Ettore Adalberto Albertoni, docente presso la Facoltà di Giurisprudenza dell'Università degli Studi dell'Insubria, e con Romano Bracalini, il volume Le genti bergamasche e le loro terre, pubblicato a cura della Provincia di Bergamo.

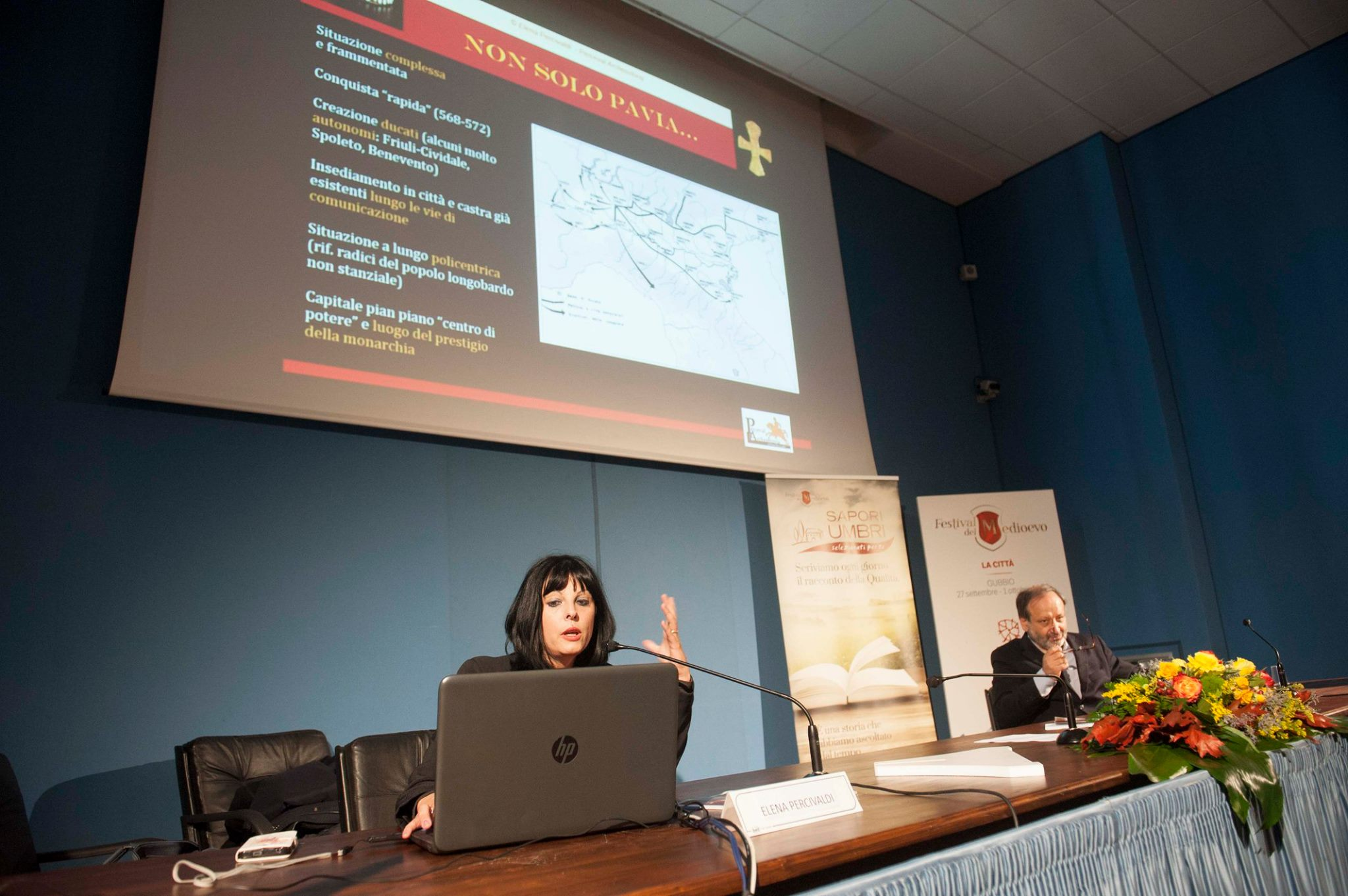
Elena Percivaldi al Festival del Medioevo di Gubbio nel 2017

Nel 2009, con la sua edizione commentata del classico medievale La navigazione di san Brandano, ha vinto la sesta edizione del Premio Italia Medievale promosso dall'Associazione Culturale Italia Medievale. Alcuni dei suoi libri sono stati tradotti all'estero.
È ideatrice del format "Alla scoperta dei Longobardi" e coordinatore scientifico di manifestazioni dedicate sempre ai Longobardi: Luglio Longobardo (Nocera Umbra, edizioni 2011, 2012, 2013, 2014, 2015 e 2017); Anno Domini 568. Cividale primo Ducato (Cividale del Friuli), prima edizione 2013; I Longobardi. Usi e costumi di un popolo a Sant'Elpidio a Mare, Sant'Angelo Lodigiano e Monticello Brianza; Michaelica a Ferentillo; A.D. 577. I Longobardi nel Campo Rotaliano a Mezzolombardo.
È direttore del Notiziario Storie & Archeostorie  e fa parte dei seguenti Comitati scientifici:  rivista “Medioevo Italiano”, Associazione Europea del Cammino di San Colombano, collana "Storie e Libertà" (con Franco Cardini, Marina Montesano, Antonio Musarra, Davide Bigalli, Massimo Fini, Alessandro Vanoli e Alessandro Bedini) delle Edizioni La Vela.
È membro dell'Editorial board di "Kalkas. Rivista del Centro Studi Storico Archeologici del Gargano".
È ospite regolare del Festival del Medioevo di Gubbio . Suoi interventi sono stati mandati in onda su TV2000 e RaiStoria.

## Incarichi e partecipazioni
- Dal 2004 è membro della Società Storica Lombarda.[12]
- Dal 2006 dell'Associazione nazionale critici musicali.
- Dal 2006 dell'International Association of Art Critics.

- Dal 2007 dell'Istituto Italiano per la Civiltà Egizia.
- Dal 2007 dell'AISSCA (Associazione italiana per lo studio delle santità, dei culti e dell'agiografia).
- Dal 2007 della Società Friulana di Archeologia.
- Dal 2009 dell'Istituto Internazionale di Studi Liguri.
- Dal 2009 del CESM (Centro Europeo Studi Medievali).
- Dal 2010 della Società Archeologica Comense.

## Opere
- con Ettore Adalberto Albertoni e Romano Bracalini, Le genti bergamasche e le loro terre. Storia dalle origini al 1797 per le scuole secondarie superiori, Provincia di Bergamo, Euroedizioni, Bergamo, 1999, ISBN 88-86733-04-6
- I Celti. Una civiltà europea, Giunti Editore, Firenze, 2003, ISBN 88-09-03140-7 [ed. spagnola: Los Celtas, Ed. Susaeta, Madrid. ISBN 84-305-4574-3; ed. tedesca: Das Reich der Kelten, Tosa Verlag, Vienna. ISBN 3-85003-033-4]
- I Celti. Un popolo e una civiltà d'Europa, Giunti, Firenze, 2005, ISBN 88-09-04435-5
- Gli Ogam. Antico alfabeto dei Celti Keltia, Aosta, 2006, ISBN 88-7392-019-5
- La Navigazione di San Brandano. Traduzione dal latino (con testo a fronte), introduzione, note e commento a cura di Elena Percivaldi, prefazione di Franco Cardini, Il Cerchio, Rimini. 2008, ISBN 88-8474-178-5
- I Lombardi che fecero l'impresa. La Lega Lombarda e il Barbarossa tra storia e leggenda, Ancora, Milano, 2009, ISBN 88-514-0647-2
- Il Seprio nel Medioevo. Longobardi nella Lombardia settentrionale (secc. VI-XIII), Il Cerchio, Rimini, 2011, ISBN 88-514-0647-2
- Fu vero Editto? Costantino e il cristianesimo tra storia e leggenda?, Ancora, Milano, 2012, ISBN 978-88-514-1062-9
- con M. Gezzi e S. Canavese,  I Celti nostri antenati. Civiltà ed eredità celtica, Keltia, Aosta, 2013. ISBN 88-7392-080-2
- La vita segreta del Medioevo, Newton Compton, Roma, 2013, ISBN 978-88-541-5053-9
- con Franco Cardini e Leonardo Sernagiotto, IN HOC SIGNO VINCES. L'eredità culturale e spirituale della "Rivoluzione Costantiniana" (313 - 2013 d.C.), Catalogo della mostra di Verona, Il Cerchio, Rimini, 2013, ISBN 978-88-8474-380-0
- Gli Antipapi. Storia e segreti, Newton Compton, Roma, 2014, ISBN 978-88-541-7152-7
- con Mario Galloni e Cristiana Barandoni, Toscana Terra Etrusca. Cultura, itinerari e luoghi di un antico popolo contemporaneo, Sprea Editori, Toscana Promozione Turistica, Cernusco sul Naviglio, 2018 (tradotto in inglese e tedesco)
- con Mario Galloni, Alla scoperta dei luoghi segreti del Medioevo, Newton Compton, Roma, 2018, ISBN 978-88-227-2128-0
- Atlanti celesti. Un viaggio nel cielo attraverso l'età d'oro della cartografia, National Geographic/White Star, 2018, ISBN 978-88-540-3898-1 [tradotto in inglese, slovacco, tedesco, polacco, cinese, ceco]
- con Andrea Accorsi e Giuseppe Brillante, L'arte botanica nei secoli. Dagli erbari rinascimentali al XIX secolo, White Star, 2018, ISBN 978-88-540-3952-0 [tradotto in inglese, francese, olandese]
- I Celti. Una cultura europea, Giunti, Firenze, 2019, collana Antiche Civiltà, n. 24, in collaborazione con Archeologia Viva, Art & Dossier e Museo Archeologico Nazionale di Napoli (volume in abbinamento con Il Corriere della Sera e la Gazzetta dello Sport). ISSN 2038-0844 (WC · ACNP)
- con Massimo Centini, Mario Galloni e Giuseppe Brillante, Il patrimonio immateriale dell'UNESCO. Cultura e tradizione dell'umanità, White Star/National Geographic, 2019  ISBN 978-88-540-4105-9 (tradotto in inglese e francese)
- 35 Castelli imperdibili. Lombardia, Edizioni del Capricorno, 2019. ISBN 978-88-7707-429-4
- Il castrum di Tremona. Una finestra sulla storia, Mendrisiotto Turismo, 2019.
- "Colombano. Un santo irlandese in Italia", in Il grande viaggio europeo di San Colombano d'Irlanda" Atti del Convegno e Catalogo della Mostra, a cura di Franco Cardini, Il Cerchio, Rimini, 2020. ISBN 9788884745781.
- con Mario Galloni, 35 Castelli imperdibili della Toscana, Edizioni del Capricorno, 2020. ISBN 978-8877074768.
- con Mario Galloni, 35 Castelli imperdibili dell'Emilia-Romagna, Edizioni del Capricorno, 2020. ISBN 978-8877074775.
- I Longobardi. Un popolo alle radici della nostra Storia, DIARKOS, 2020. ISBN 978-88-3616-013-6

### Prefazioni
- Pierluigi Romeo di Colloredo, I Cavalieri della Croce Nera. L'Ordensbuch del 1264: statuti e regola dell'Ordine Teutonico, Genova, 2009, ISBN 9786009961047
- Maria Antonietta Breda, Ippolito Edmondo Ferrario, Gianluca Padovan, I segreti di Triora. Il potere del luogo, le streghe e l'ombra del boia, Mursia, Milano, 2010, ISBN 88-425-4475-2